# 厄爾圖萊 (亞利桑那州)
厄爾圖萊（英語：El Tule）是位於美國亞利桑那州阿帕契縣的一個非建制地區。該地的面積和人口皆未知。

## 地理
厄爾圖萊的座標為33°54′42″N 109°23′50″W / 33.91167°N 109.39722°W，而該地的平均海拔高度為1807米（即5928英尺）。